# Drevlje
Drevlje (nemško Dreulach) je naselje v Občini Straja vas v Okraju Beljak-dežela na Koroškem v Avstriji.